# Harney (Nevada)
Harney è un'area non incorporata degli Stati Uniti d'America della contea di Eureka nello Stato del Nevada. 

## Geografia fisica
Harney fa parte dell'area micropolitana di Elko.

## Storia
Il 12 agosto 1939 vicino ad Harney avvenne il deragliamento del treno City of San Francisco .